# Jacob Baden Olrik
Pour les articles homonymes, voir Olrik (homonymie).
Jacob Baden Olrik, né le 8 septembre 1802 à Elseneur et mort le 29 décembre 1875 dans la même ville, est un homme politique danois, bourgmestre d'Elseneur de 1849 à 1875.

## Biographie
Jacob Baden Olrik nait le 8 septembre 1802 à Elseneur, fils du conseiller municipal et directeur d’hôpital Holger Ludvig Olrik (13 décembre 1769 – 3 septembre 1824) et de Anna Sophie, née Hellesen (1774 – 22 juin 1857). Il commence ses études en 1821 à l'université de sa ville natale est diplômé en droit en 1826. 
Il travaille ensuite pendant trois ans comme adjoint auprès du chef de police de Elseneur. En 1829, il est nommé auditeur auprès de l’artillerie, puis, en 1833, juge de ville (byfoged) et chef de police à Elseneur. En 1849, il devient bourgmestre et directeur des ventes aux enchères de la ville, fonctions qu’il exerce jusqu’à sa mort le 29 décembre 1875 à Elseneur.
En 1839, il devint conseiller de chancellerie et est promu en 1850 au rang de conseiller d’État. Compétent et énergique, il favorise l’essor et le développement de Elseneur, notamment après la suppression du péage de l’Øresund qui a entrainé une forte baisse des revenus de la ville. En 1842, il devient directeur de la Compagnie maritime à vapeur de Elseneur.
Il jouit également d’un grand respect et d’une large confiance dans son cercle professionnel. En tant que représentant de celui-ci, il est membre de l’Assemblée constituante et, plus tard, membre de la Chambre haute (Landsting) du Parlement danois, d’abord du 29 décembre 1849 au 3 juin 1853, puis à nouveau du 23 juin au 18 octobre 1866, et enfin du 5 novembre 1867 au 1er octobre 1874 pour la 2e circonscription. Sur le plan politique, il se rattache au centre et exerçe une influence notable, notamment sur les questions communales. Le 29 mars 1864, il devient également membre du Riksråd.
Il est nommé conseiller de chancellerie (da) effectif en 1839, chevalier de l'ordre de Dannebrog le 18 septembre 1843, conseiller d’État (da) effectif en 1850, et enfin Croix d'honneur de l'Ordre du Dannebrog le 24 avril 1859.
Le 26 avril 1834, il épouse dans l’église du monastère de Sorø Helene Christine Rosenørn (19 mai 1813 – 23 septembre 1892), fille du commissaire général de guerre Peter Otto Rosenørn et de Eleonore, née Hellesen.